# Inflación

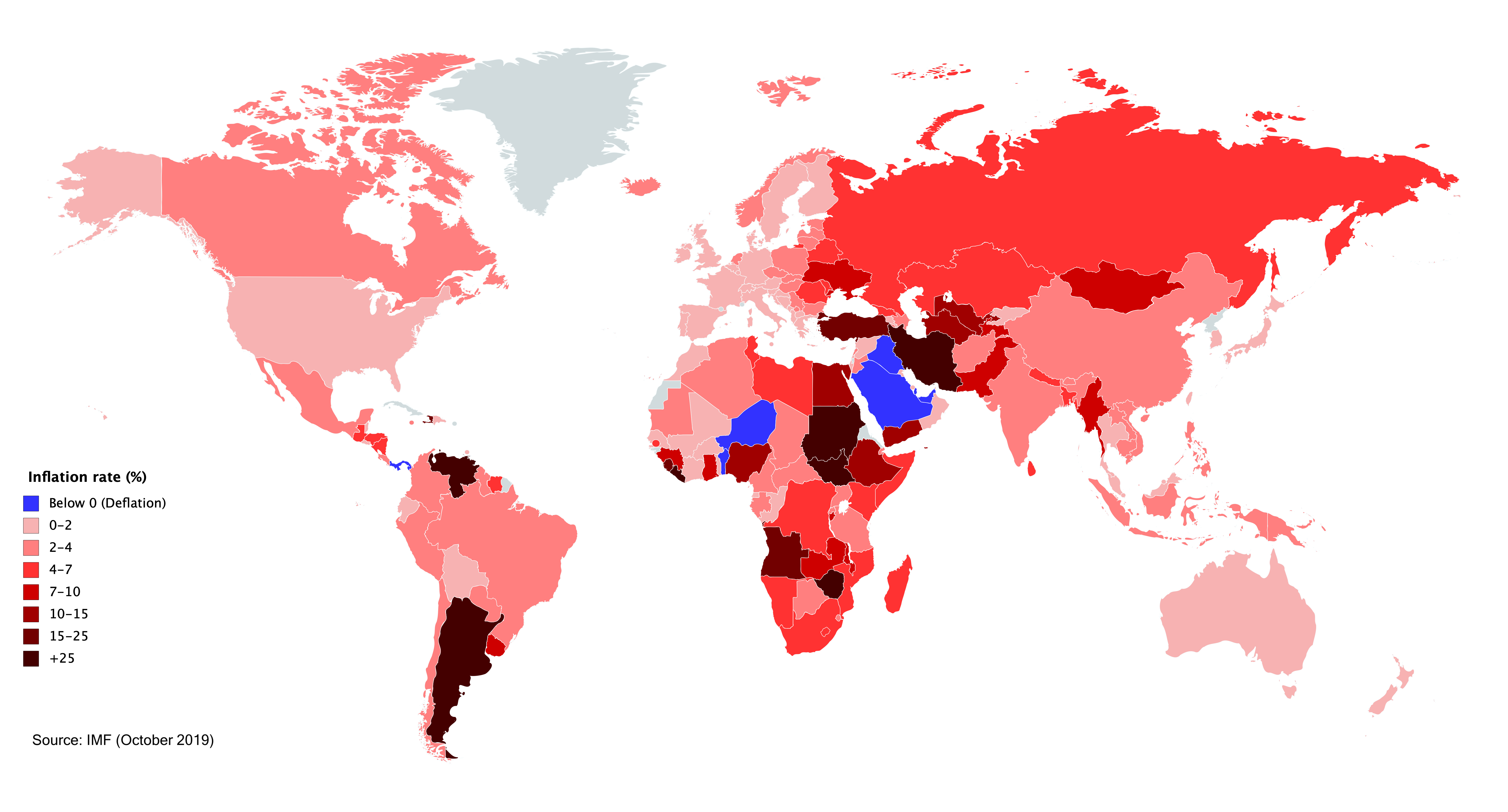
Inflación por países en 2019, medida a través del índice de precios al consumidor

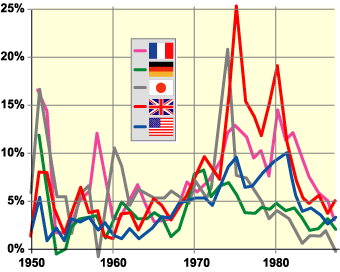
Inflación en países pertenecientes al G5

En economía, la inflación es el aumento general de los precios de los bienes y servicios existentes en el mercado expresados en una determinada unidad monetaria durante un determinado período de tiempo. Cuando el nivel general de precios sube, con cada unidad monetaria se adquieren menos bienes y servicios. Es decir, que la inflación causa la disminución del poder adquisitivo de la moneda: una pérdida del valor real del medio interno de intercambio y unidad de medida de una economía. Una medida frecuente de la inflación es la variación en el tiempo del índice de precios al consumidor. Una tasa de inflación negativa, esto es, una bajada generalizada de los precios, se denomina deflación.
La inflación puede tener diversos efectos en una economía, que pueden ser tanto positivos como negativos. Los efectos negativos de la inflación incluyen la disminución del valor real de la moneda a través del tiempo, el desaliento del ahorro y de la inversión debido a la incertidumbre sobre el valor futuro del dinero, y la escasez de bienes. Los efectos positivos incluyen la posibilidad de los bancos centrales de los estados de ajustar las tasas de interés nominal con el propósito de mitigar una recesión y de fomentar la inversión en proyectos de capital no monetarios.
Respecto a las causas de la inflación, entre las corrientes económicas monetaristas existe un amplio acuerdo en que las tasas de inflación muy elevadas y la hiperinflación son causadas por un crecimiento excesivo de la oferta de dinero. Las opiniones sobre los factores que determinan tasas bajas a moderadas de inflación son más variadas. La inflación baja o moderada puede atribuirse a las fluctuaciones de la demanda de bienes y servicios, o a cambios en los costos y suministros disponibles (materias primas, energía, salarios, etc.), tanto así como al aumento de la masa monetaria.
En general, la inflación también se produce debido a la relación entre oferta y demanda de dinero. Por lo que esta puede ser provocada, ya sea, por un incremento excesivo de la oferta de dinero (la masa monetaria) o bien por una súbita disminución en la demanda del mismo, es decir, que se produzca una huida del dinero. Una súbita caída en la demanda de dinero puede ser causada, por ejemplo, por la desconfianza de los ciudadanos en la economía y su moneda local. La escuela austriaca asigna la causa de la inflación/deflación a la existencia de un monopolio emisor de moneda (el banco central). Como solución a la inflación propone la eliminación del monopolio emisor de moneda y reemplazarlo por una solución descentralizada.
Hoy en día, la mayoría de las corrientes económicas consideran que la tasa de inflación más favorable para la economía es una tasa positiva, baja y estable. Una inflación pequeña (en vez de nula o negativa) puede reducir la severidad de las recesiones económicas al permitir que el mercado de trabajo pueda adaptarse más rápidamente en una crisis, y reducir el riesgo de que una trampa de liquidez impida una política monetaria de estabilización de la economía. La tarea de mantener la tasa de inflación baja y estable se asigna generalmente a las autoridades monetarias de cada país. En general, estas autoridades monetarias son los bancos centrales, que controlan el tamaño de la masa monetaria mediante la fijación de las tasas de interés, a través de transacciones en el mercado de divisas, y mediante la creación de la banca de reservas.
Se dan grados de inflación: hay inflación acumulativa, cuando al aumentar los precios de los bienes y servicios, aumentan también sus costos; inflación imprevista, cuando no se presentan manifestaciones muy claras de su existencia. La inflación anticipada es la expectativa que las personas tienen de la inflación en el futuro, es reflejada, por ejemplo en las tasas de interés en el mercado financiero (efecto Fisher). La inflación galopante que se caracteriza porque en cada aumento de precios señala el camino para un aumento de salarios y de gastos, los cuales estimulan el alza de los precios.

## Tipos de inflación

### Según su causa
- Inflación por política monetaria: depende de las políticas que lleve a cabo el Banco Central. Una política en la cual se incremente la emisión de dinero por encima de su demanda real en la economía producirá una disminución del poder adquisitivo del dinero, y por ende, los precios, expresados en unidades monetarias, aumentarán. Entre las medidas de tal política se pueden citar:
  - Devaluación en línea con la Política fiscal.[7]
  - Reducción del salario para disminuir costos y lograr precios competitivos en el mercado internacional.[8][9][10]
- Inflación por consumo o demanda: obedece a la ley de oferta y demanda. Si la demanda de bienes excede la capacidad de producción o importación de bienes, los precios aumentan. También puede ocurrir que suceda una crisis de oferta de ciertos productos ante la misma demanda, lo que también hará que suban los precios.
- Inflación por costos: ocurre cuando el precio de las materias primas aumenta, provocando así que el productor, para no perder dinero, incremente sus precios.
- Inflación generada por expectativas de inflación: ocurre cuando se prevé un fuerte incremento futuro en los precios y por ende, se comienzan a ajustar los precios desde antes para que el aumento sea gradual, o bien, por incertidumbre, para asegurarse de poder cubrir los costos futuros.
- Inflación generada por puja distributiva: sucede cuando los trabajadores piden aumentos de salarios para contrarrestar los efectos de la inflación, esto provoca que, al haber un aumento de salario, hay también un aumento de precios por parte de los empresarios.

### Según su magnitud
- Inflación moderada. La inflación moderada se refiere al incremento de forma lenta de los precios. Cuando los precios son relativamente estables, las personas se fían de este, colocando su dinero en cuentas de banco. Ya sea en cuentas corrientes o en depósitos de ahorro de poco rendimiento porque esto les permitirá que su dinero valga tanto como en un mes o dentro de un año. En sí, las personas están dispuestas a comprometerse con su dinero en contratos a largo plazo, porque piensan que el nivel de precios no se alejará lo suficiente del valor de un bien que puedan vender o comprar.
- Inflación galopante. La inflación galopante sucede cuando los precios incrementan las tasas de dos o tres dígitos de 30, 120 o 240 % en un plazo promedio de un año. Cuando se llega a establecer la inflación galopante surgen grandes cambios económicos. Muchas veces en los contratos se puede relacionar con un índice de precios o puede ser también a una moneda extranjera, como por ejemplo el dólar. Dado que el dinero pierde su valor de una manera muy rápida, las personas tratan de no tener más de lo necesario; es decir, que mantienen la cantidad suficiente para vivir con lo indispensable para el sustento de los integrantes familiares.
- Hiperinflación. Se conoce como hiperinflación a una inflación anormal en la cual el índice de precios aumenta al menos en un 50 % mensual, esto es, una inflación anualizada de casi 13 000 %. Este tipo de inflación anuncia que un país está viviendo una severa crisis económica; debido a que el dinero pierde su valor, el poder adquisitivo (la capacidad de comprar bienes y servicios con el dinero) disminuye rápidamente y la población busca gastar el dinero antes de que pierda totalmente su valor; cuando una hiperinflación ocurre, se torna imprescindible el incremento salarial en cuestión de días o incluso diariamente. Este tipo de inflación suele deberse a que los gobiernos financian sus gastos con emisión de dinero fiduciario sin ningún tipo de control, o bien porque no existe un buen sistema que regule los ingresos y egresos del Estado.

## Mediciones
Puesto que hay muchas medidas posibles del nivel de precios, hay muchas medidas posibles de inflación. Algunos ejemplos de los índices de precios amplios son el índice de precios al consumidor (IPC), el índice de precios del gasto en consumo personal (PCEPI) y el deflactor del PIB (también conocido como índice de precios al productor). Sin embargo, la inflación también puede ser usada para describir un nivel de precios en aumento dentro de un conjunto más reducido de los activos, bienes o servicios dentro de la economía, como las materias primas (incluidos alimentos, combustible, metales), los activos financieros (tales como acciones, bonos y bienes inmuebles), los servicios (tales como el entretenimiento y cuidado de la salud), o el trabajo.
La inflación subyacente es una medida de la inflación para un subconjunto de los precios al consumidor que excluye los precios de los alimentos y la energía, que suben y bajan más que otros precios en el corto plazo. En general, ésta es la tasa de inflación que más siguen de cerca los bancos centrales, por ejemplo, el banco central de Estados Unidos, la Reserva Federal, presta especial atención a la tasa de inflación subyacente para obtener una mejor estimación de tendencias a largo plazo la inflación futura en general.
La inflación se calcula generalmente mediante la tasa de variación del índice de precios en el tiempo, por lo general el Índice de Precios al Consumidor, que mide los precios de una selección de bienes y servicios adquiridos por un consumidor medio.
Por ejemplo, en enero de 2007, el Índice de Precios al Consumidor de los EE. UU. fue 202,416, y en enero de 2008 era 211,080. La fórmula para calcular el porcentaje de la tasa de inflación anual del IPC a lo largo de 2007 es entonces
{\displaystyle \left({\frac {211,080}{202,416}}-1\right)\times 100\%=4,28\%}
La tasa de inflación resultante del IPC en el período de un año es de 4,28 %. Es decir, el nivel general de precios a los consumidores aumentó aproximadamente cuatro por ciento en 2007.
Para obtener la inflación de un año determinado se toma como base el índice de precios de diciembre del año anterior y se lo compara con el de diciembre del último año.

## Causas de la inflación

### Teoría monetaria

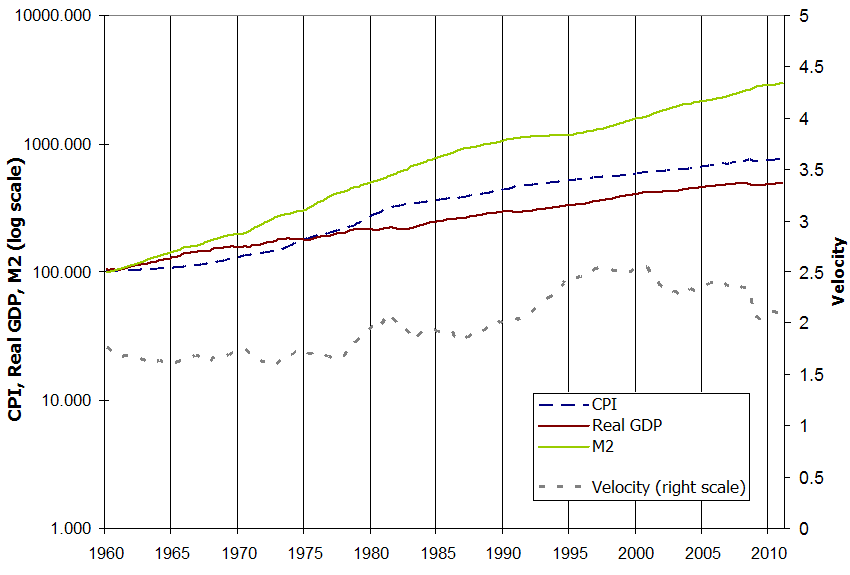
Índice de precios al consumidor (CPI), PIB real, M2 (escala logarítmica, ajustado a 1960) y velocidad monetaria, para la economía de Estados Unidos. La teoría monetaria plantea que la velocidad de crecimiento monetario es aproximadamente equivalente a la inflación menos el crecimiento real del PIB.

Uno de los esquemas explicativos sobre la causa de la inflación es la que indica simplemente que:
| Símbolo               | Nombre                                                          |
| --------------------- | --------------------------------------------------------------- |
| {\displaystyle P}     | Precio de los bienes de consumo                                 |
| {\displaystyle D_{c}} | Monto que representa la demanda agregada por bienes y servicios |
| {\displaystyle O_{c}} | Representa la oferta agregada de bienes de consumo              |

Es decir, los precios subirán si el agregado de suministro de bienes baja en relación con la demanda agregada por dichos bienes. Siguiendo esta teoría la demanda agregada está basada principalmente en el monto total de dinero existente en una economía, lo que se traduce en que: al incrementarse la masa monetaria, la demanda de bienes aumenta y si esta no viene acompañada de un incremento en la oferta, la inflación surge. La ecuación (*) está relacionada con la ecuación de Cambridge (aunque se observan desviaciones respecto a las predicciones de ambas ecuaciones hasta de un 50 %, tal como muestra el gráfico adjunto para la economía de Estados Unidos).
Existe otra teoría similar que relaciona a la inflación con el incremento en la masa monetaria sobre la demanda por dinero lo cual significaría que "la inflación es siempre un fenómeno monetario" tal como lo afirma Milton Friedman. Siguiendo esta línea de pensamiento, el control de la inflación descansa en la prudencia fiscal y monetaria; es decir, el gobierno debe asegurarse de que no sea muy fácil obtener préstamos, ni tampoco debe endeudarse él mismo significativamente. Por tanto este enfoque resalta la importancia de controlar los déficits fiscales y las tasas de interés, así como la productividad de la economía en cantidad de bienes producidos a la demanda existente.[cita requerida] Esta explicación requiere dos suposiciones: que absolutamente todos los sectores productivos (alimentos, vivienda, transporte, vestimenta, etc.) simultáneamente tengan problemas de satisfacer la demanda y que los consumidores sigan demandando todos los productos indiscriminadamente.
- Inflación de costos: (Cost push inflation), producida cuando los costos se encarecen (por ejemplo, el precio del petróleo o la mano de obra) y en un intento de mantener la tasa de beneficio los productores incrementan los precios. Para que esta explicación sea viable se debe suponer que los productores pueden trasladar los aumentos de precio sin afectar la demanda y que los consumidores cuentan con el dinero suficiente para pagar precios más altos. [cita requerida]
- Inflación autoconstruida: (Built-in inflation), se trata de inflación inducida por expectativas adaptativas, a menudo relacionadas con una espiral de ajustes de la relación precios-salarios. Se produce cuando trabajadores tratan de mantener sus salarios por encima de los precios (por encima del índice de inflación) para compensar las expectativas inflacionarias a futuro con base en la inflación del presente, y las empresas trasladan esta subida de costos laborales a sus consumidores a través de la subida de precios, originando un círculo vicioso de inflación. La inflación autoconstruida en un punto de tiempo refleja efectos inflacionarios pasados.[cita requerida]

Cualquiera de estos tipos de inflación pueden darse en forma combinada. Sin embargo, las dos primeras mantenidas por un período sustancial de tiempo dan origen a la tercera [¿cuál?]. En otras palabras, una inflación elevada persistente originada por elementos monetarios o de costos da lugar a una inflación de expectativas.

### Punto de vista monetarista
Los monetaristas creen que el principal factor que causa la inflación es el fuerte aumento en la cantidad de dinero. Ellos creen que la Política Fiscal es ineficiente en el control de la inflación. Milton Friedman, un famoso economista monetarista, tiene una frase célebre: «La inflación es siempre un fenómeno monetario».
Los monetaristas afirman sus creencias en muchos estudios históricos de períodos inflacionarios donde siempre la causa de esta ha sido un fenómeno monetario.[cita requerida]
La teoría cuantitativa del dinero establece que:
| Símbolo           | Nombre                              |
| ----------------- | ----------------------------------- |
| {\displaystyle M} | Cantidad nominal de dinero          |
| {\displaystyle V} | Velocidad de circulación del dinero |
| {\displaystyle P} | Nivel General de Precios            |
| {\displaystyle Q} | Índice del nivel de producción      |

En esta ecuación, el nivel general de precios está relacionado con la actividad económica, la cantidad de dinero y la velocidad de circulación del dinero. La fórmula, en realidad, es una identidad porque la velocidad de circulación del dinero (V) se define como ({\displaystyle PQ}) dividido por la cantidad de dinero (M)
Los monetaristas asumen que la velocidad de circulación del dinero es independiente de la Política Monetaria (al menos en el largo plazo) y que el nivel de producción está determinado por la capacidad productiva de la economía. Por lo que, si se parte de estos supuestos, se concluye que el nivel de precios solo depende de la cantidad de dinero. Se argumenta que en el corto plazo la velocidad de circulación del dinero no es una variable exógena (es decir, externa al modelo), por lo que en el corto plazo esta fórmula no necesariamente nos diría que hay una relación estable entre la cantidad de dinero y el nivel de producción. Sin embargo, en el largo plazo se suponen que la velocidad de circulación del dinero está determinada por la evolución de los medios de pago. Por lo que si en el largo plazo la velocidad de circulación del dinero no está afectada por la política monería, un aumento en la inflación debe ser igual a la suma de la tasa de crecimiento de dinero menos la tasa de crecimiento de largo plazo de la producción. Fisher argumentaron que es la tasa de interés lo que determina los precios, y no la emisión monetaria  lo que ha dado origen a una de las divisiones más profundas en la aproximación a problemas financieros en la macroeconomía (véase hipótesis de Fisher)

### Teoría del lado de la oferta
Esta teoría afirma que la inflación se produce cuando el incremento en la masa monetaria excede la demanda de dinero. El valor de la moneda entonces está determinada por estos dos factores. La inflación en los años 1970 en EE. UU. se ve como causada por el incremento en la masa monetaria que ocurrió tras la salida de este país de los acuerdos de Bretton Woods, que sujetaba el valor de la moneda al patrón oro. Según esta teoría, el incremento en la masa monetaria no tiene efectos inflacionarios en la medida que la demanda de dinero aumente proporcionalmente.
Esta teoría explicaría la baja en la tasa de inflación en los años 1980 en EE. UU. debido a la expansión económica que se produjo a raíz de la reducción en los impuestos. Se explica esto indicando que una expansión en la economía origina un incremento en la demanda de dinero, lo cual contrarresta el efecto inflacionario que normalmente conlleva el aumento en la masa monetaria.

### Teoría desarrollista
Según el desarrollismo, la inflación es causada por el papel de los monopolios extendidos, más afincados en países subdesarrollados basándose en las condiciones de los países del Tercer Mundo, la inflación sería causado por un fuerte desequilibrio externo en la balanza de pagos.

### Teoría austríaca
La Escuela austríaca de economía afirma que la inflación es el incremento de la oferta monetaria por encima de la demanda de la gente. Los productores de bienes y servicios demandan dinero por sus productos, por lo que si la generación de dinero es mayor que la generación de riqueza, hay inflación. Por el contrario, si la oferta de moneda es menor que la demandada existe deflación. Como consecuencia de la inflación se produce un efecto en cadena de distorsión de precios relativos al alza, es decir, que algunos precios suben más que otros. Si todos los precios de la economía (incluido el salario) subieran uniformemente no habría ningún problema, el problema surge por la subida no-uniforme. En los procesos deflacionarios, la distorsión de precios relativos generada, es a la baja. Esta teoría rechaza de plano la popular definición de "aumento sostenido del nivel de precios" por lo anteriormente expuesto.
Esta escuela asigna la causa de la inflación/deflación a la existencia de un monopolio emisor de moneda (Banco Central) y, en última instancia, a la existencia de la reserva fraccionaria de los depósitos en los bancos. Como solución a la inflación propone la eliminación del monopolio emisor de moneda, y liberar a los privados la impresión de la moneda, los que competirían por tener la moneda más fuerte para permanecer en el mercado. Propone volver a la moneda-mercancía, respaldando la moneda con algún activo tangible (oro, plata, platino, etc) o por alguna combinación de varios metales, con lo cual se minimiza la volatilidad que pudiera tener el valor del dinero, como en el caso, por ejemplo de usar solo oro, cuya volatilidad en el precio es elevada por cuanto la gente tiende a refugiarse en él en épocas de incertidumbre.

## Grados de inflación[14]
- Acumulativa: ocurre cuando el precio de los bienes y servicios aumenta y, a la par, sus costes.
- Imprevista: no se puede prever, ya que puede ser debida a problemas externos, como la caída de una moneda extranjera.
- Anticipada: se puede prever, ya que se ve reflejada en el mercado de capitales.
- Galopante: ocurre cuando hay un aumento de precios, esto se ve reflejado en un aumento de salarios y, a la vez, el aumento de gastos, provocando así un alza de precios.

## Efectos de la inflación

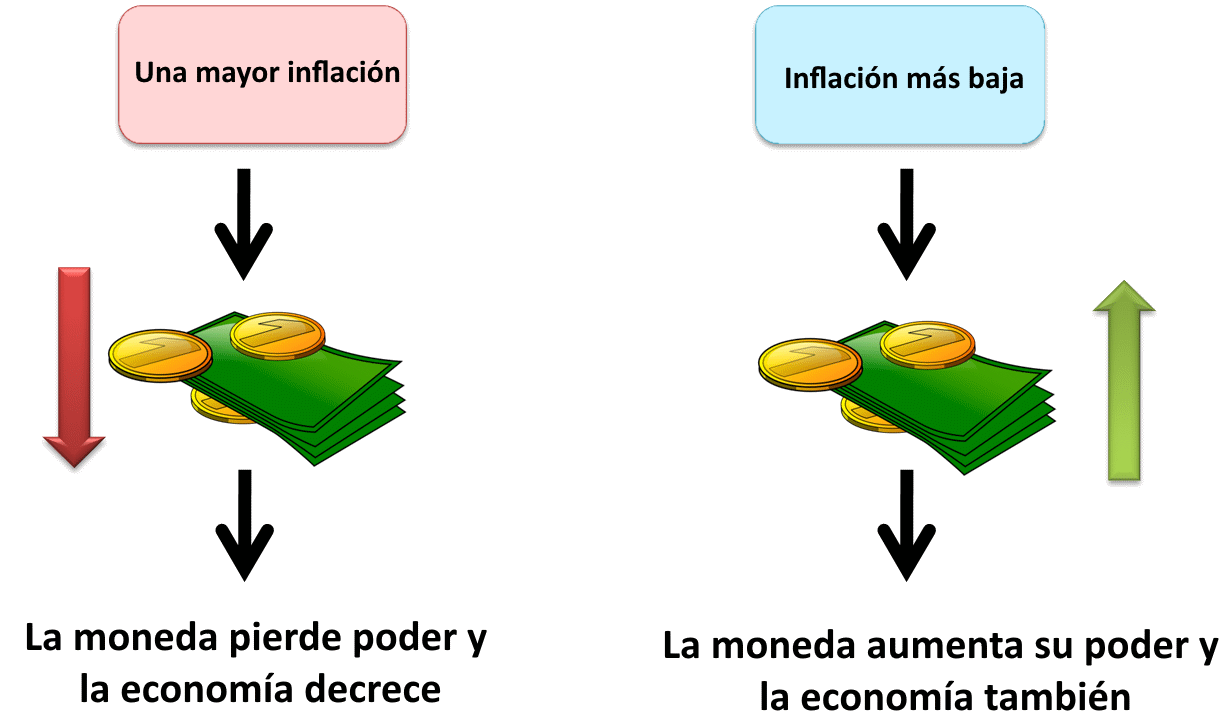
La imagen muestra cómo afecta la inflación al crecimiento económico de un país.

Un aumento en el nivel general de precios implica una disminución del poder adquisitivo de la moneda. Es decir, cuando el nivel general de precios sube, cada unidad monetaria permite comprar menos bienes y servicios. El efecto de la inflación no se distribuye uniformemente en la economía. Por ejemplo, los prestamistas o depositantes que reciben una tasa fija de interés de los préstamos o depósitos pierden poder adquisitivo de sus ingresos por intereses, mientras que los prestatarios se benefician. Las personas e instituciones con activos en efectivo experimentará una disminución de su poder adquisitivo. Los aumentos de salarios a los trabajadores y los pagos de pensiones a menudo se mantienen por debajo de la inflación, especialmente para aquellos con ingresos fijos.
Los deudores que poseen obligaciones monetarias a tasas de interés nominal fijo, observan una reducción en la tasa real proporcional a la tasa de inflación. El interés real de un préstamo, es la tasa nominal menos la tasa de inflación aproximadamente. Por ejemplo, si alguien toma un préstamo donde la tasa de interés establecida es del 6 % y la tasa de inflación es del 3 %, la tasa de interés real que pagará por el préstamo es del 3 %. Los bancos y prestamistas pueden ajustar en ocasiones incluyendo una prima de inflación en los costos de los préstamos del dinero mediante una tasa inicial más alta o mediante el establecimiento de los intereses a una tasa variable.

### Efectos negativos
Las tasas de inflación elevadas e impredecibles son consideradas nocivas para la economía. Añaden ineficiencias e inestabilidad en el mercado, haciendo difícil la realización de presupuestos y planes a largo plazo. La inflación puede actuar como un lastre para la productividad de las empresas, que se ven obligadas a detraer capital destinado a las producciones de bienes y servicios con el fin de recuperar las pérdidas causadas por la inflación de la moneda. La incertidumbre sobre el futuro del poder adquisitivo de la moneda desalienta la inversión y el ahorro.
| Tasa de inflación anual (%) | Reducción del PBI anual (%) |
| --- | --------------------------- |
| 50% | 0,6%                        |
| 100% | 1,5%                        |
| 500% | 8,5%                        |
| Estimaciones de la pérdida anual del producto bruto interno (PBI) dadas ciertas tasas de inflación anuales. El costo de la inflación es no lineal: aumenta de forma creciente con la tasa de inflación. El costo estimado en la tabla subestima el costo total de la inflación, ya que sólo considera la pérdida de producto debido a sólo un efecto negativo de la inflación: la ineficiencia en la asignación de recursos. La inflación aumenta la dispersión de los precios en la economía y genera excesos de oferta o demanda, es decir sobreproducción o faltante de productos. La estimación se basa en datos para Argentina durante el período 1988 a 1997. |                             |

La inflación puede también imponer aumentos de impuestos ocultos: los ingresos inflados pueden implicar un aumento de las tasas de impuesto sobre la renta si las escalas de impuestos no están indexadas correctamente a la inflación. Sin embargo, tasas de inflación moderadas no parecen tener efectos negativos sobre las economías, así un estudio de Robert Barro, muestra que estadísticamente que una inflación inferior al 8-10 % no muestra correlación negativa con la tasa de crecimiento del país. Otros estudios empíricos sitúan el umbral a partir del cual la inflación puede ser realmente dañina en el 20 o el 40 %.
El principal efecto negativo de la inflación, en una economía de mercado, es que destruye el sistema de precios de la economía. Por un lado, los productores toman sus decisiones de ahorro-inversión basándose en la información disponible, por lo que en un ambiente inflacionario estos no son capaces de descubrir si un alza de precios es un efecto relativo (solo a su producto) o, por el contrario, es una alza absoluta (donde todos los precios de los productos suben). En estos casos, el inversionista tiene que dedicar más tiempo a saber de los precios de los productos y, en particular, los precios de su competencia, porque estos quedan obsoletos en el corto plazo, en vez de dedicar ese tiempo a su negocio. Por otro lado, la incertidumbre en los precios que produce la inflación, también afecta negativamente a los consumidores, ya que deben perder tiempo investigando el precio de los productos que consumen. Por lo que esta incertidumbre y menor información, que produce la inflación, afecta negativamente tanto a los inversionistas como a los consumidores, y con esto afecta negativamente las posibilidades de crecimiento de la economía.

#### Pérdida del poder adquisitivo

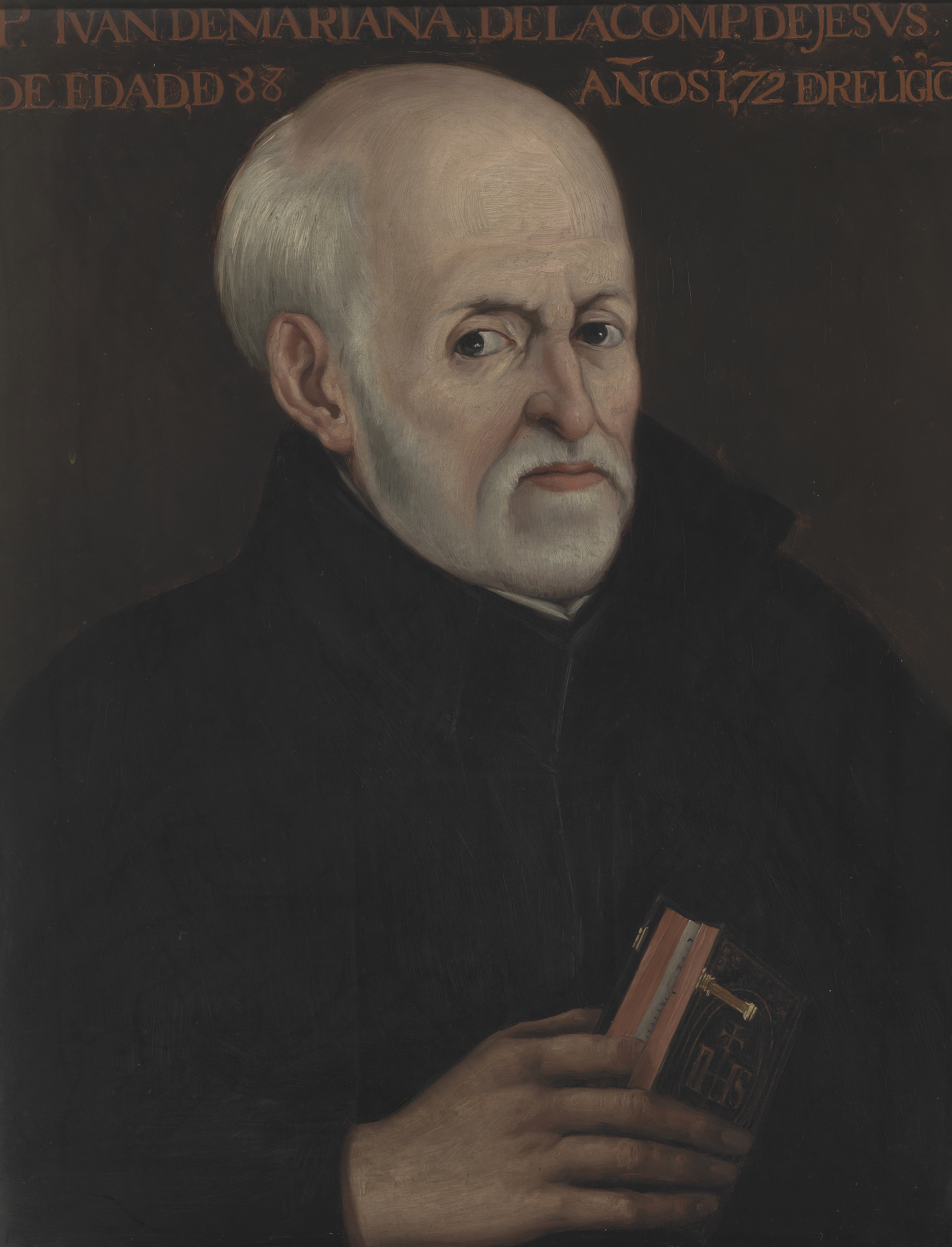
Retrato del jesuita español Juan de Mariana, autor de De monetae mutatione (1609), obra en la que denuncia la reducción del contenido de plata en las monedas de vellón durante el reinado de Felipe III de España provocando la reducción de su valor (Lo que hoy conocemos como inflación).

En primer lugar, el deterioro del valor de la moneda es perjudicial para aquellas personas que cobran un salario fijo, como los obreros y pensionistas. Esa situación se denomina pérdida de poder adquisitivo para los grupos sociales mencionados. A diferencia de otros con ingresos móviles, estos ven cómo se va reduciendo su ingreso real mes a mes, al comparar lo que podían adquirir con lo que pueden comprar tiempo después. Sin embargo, debe señalarse que si los salarios son rápidamente ajustados a la inflación se mitiga o elimina la pérdida de poder adquisitivo de algunos grupos sociales.
Con alta inflación, el poder adquisitivo se redistribuye desde las personas, empresas e instituciones con ingresos fijos nominales, hacia las que tienen ingresos variables que pueden seguir el ritmo de la inflación. Esta redistribución del poder de compra también se produce entre los socios comerciales internacionales. Si existen tasas de cambio fijo, una economía con mayor inflación que otra hará que las exportaciones de la primera sean más costosas, afectando la balanza comercial. También pueden generarse efectos negativos para el comercio debido a la inestabilidad en los precios de cambio de divisas.

#### La Inflación es regresiva
La inflación es regresiva (es decir, afecta relativamente más a los sectores con menos recursos que a los de mayores recursos) debido al efecto Cantillon, que explica que el dinero de nueva creación no es distribuido ni simultáneamente ni uniformemente a lo largo de la población sino que beneficia a quien imprime el dinero. Como la emisión monetaria beneficia a quien imprime el dinero, la población general se ve perjudicada en favor del estado y otros grupos privilegiados. Debido a que el dinero de nueva creación no es distribuido ni simultáneamente ni uniformemente a lo largo de la población, quienes primero reciben el dinero emitido se ven menos perjudicados por la pérdida de valor del dinero.
Además, los sectores con menos recursos usan relativamente más el dinero en efectivo (o saldos monetarios), que los sectores con más recursos, y disponen de menos instrumentos financieros para cubrirse de la inflación. Por otro lado, los sectores con más recursos tienen acceso a más instrumentos financieros (como depósitos que se reajustan con la inflación) y con estos pueden protegerse mejor de la pérdida del poder adquisitivo que produce la inflación.

#### Perjuicio para los acreedores
La inflación es perjudicial para aquellas personas acreedoras de montos fijos, ya que el valor real de la moneda decrece con el tiempo y su poder de compra disminuirá. Contrariamente aquellos deudores a tasa fija se verán beneficiados, ya que su pasivo real irá disminuyendo.
Como consecuencia de los puntos anteriores, surge lo que se suele denominar “inflación autoconstruida”. Este fenómeno consiste en trasladar el aumento de precios hacia delante en el tiempo, esto es así ya que las personas esperan que la inflación continúe como en períodos anteriores. Así se genera un espiral inflacionario, en el que se indexan contratos, se aumentan los sueldos y los precios por expectativas futuras.

#### Inflación diferencial
La inflación diferencial es una situación en la que dos o más países, cuyas economías son fuertemente dependientes o forman un área económica especial, presentan diferentes tasas de incremento de precios. La inflación diferencial, especialmente si se sostiene durante un período largo, provoca por lo general que el país con mayores tasas de inflación sufra un aumento de costes de producción y consiguientemente una pérdida de competitividad.

#### Inflación de costos
Es producto del incremento en los costos de un insumo importante para la producción de bien o servicio, por ejemplo la energía, y de esta manera genera una inflación en el resto de las actividades económicas.
La alta inflación puede inducir a los empleados a la demanda de un rápido aumento de salarios para mantenerse al día con los precios al consumidor. En el caso de la negociación colectiva, el crecimiento salarial se establecerá en función de las expectativas inflacionarias, que será mayor cuando la inflación es alta. Esto puede provocar una espiral de salarios. En cierto sentido, la inflación puede generar una situación de inestabilidad que se retroalimenta: la inflación genera expectativas de más inflación, lo que engendra a su vez una mayor inflación. 

#### Acaparamiento
La gente tiende a comprar productos duraderos y no perecederos para evitar en parte las pérdidas esperadas de la disminución del poder adquisitivo de la moneda.

#### Hiperinflación
Si la inflación se torna fuera de control (en aumento), puede interferir gravemente con el funcionamiento normal de la economía, afectando su capacidad de producir y distribuir bienes, también puede llevar al abandono de la utilización de la moneda como medio de intercambio de bienes, derivando en las ineficiencias del trueque.

#### Ineficiencia en la asignación de recursos
Un cambio en la oferta o demanda de un bien normalmente modificará su precio, señalando a los compradores y vendedores como deben reasignar los recursos en respuesta a las nuevas condiciones del mercado. Cuando los precios son inestables y cambian marcadamente debido a la inflación, los cambios de precios debido a las señales de oferta/demanda son difíciles de distinguir de los cambios de precios debido a la inflación general. El resultado es una pérdida de eficiencia.

#### Ciclos económicos
De acuerdo con la teoría austriaca del ciclo económico, la reserva fraccionaria hace que la toma de decisiones de los agentes económicos comience a ser errónea desde que se empieza a multiplicar la oferta monetaria por la existencia de la reserva fraccionaria debido a que tanto depositante como prestatario creen tener la posesión de un mismo capital y por tanto toman decisiones de ahorro y consumo alteradas con respecto a las decisiones que tomarían si el depositante fuera reconocido como acreedor, es decir, si el depositante tuviera realmente disponible su dinero. Esta distorsión en la información hace que surja la inflación en las distintas fases productivas y pone en marcha el ciclo económico. Los economistas austriacos sostienen que este es el efecto más dañino de la inflación.
Según la teoría austriaca, las tasas de interés artificialmente bajas y el aumento asociado de la oferta monetaria conducen préstamos imprudentes altamente especulativas, lo que incrementa la probabilidad de malas inversiones, que a largo plazo resultan ser insostenibles, generando pérdidas empresariales, despidos, reducciones de salarios y como consecuencia en el consumo y como consecuencia en la producción, escalonándose las bajadas de precios tras la subida inicial de la fase expansiva.

### Efectos positivos
Los efectos positivos incluyen la posibilidad de los bancos centrales de los estados de ajustar las tasas de interés nominal con el propósito de mitigar una recesión y de fomentar la inversión en proyectos de capital no monetarios.

#### Mercado de trabajo-ajustes
Los keynesianos creen que los salarios nominales son rápidos para subir, pero lentos para ajustarse hacia la baja. Si los salarios están sobrevaluados, esta diferencia de velocidad de ajuste conduce a un desequilibrio prolongado, generando altas tasas de desempleo. Dado que la inflación sería menor que el salario real, si los salarios nominales se mantuvieran constantes, los keynesianos argumentan que un poco de inflación sería buena para la economía ya que permitiría a los mercados de trabajo alcanzar un equilibrio con mayor rapidez.

#### Margen de maniobra
Las herramientas principales para el control de la oferta de dinero son la capacidad de fijar la tasa de descuento, la tasa a la cual los bancos pueden pedir prestado al banco central, y las operaciones de mercado abierto que son las intervenciones del banco central en el mercado de bonos con el objetivo de afectar las tasas de interés nominales. Si una economía se encuentra en una recesión con un interés nominal bajo, entonces el banco encuentra límites para reducir las tasas aún más con el fin de estimular la economía (ya que las tasas negativas de interés nominal son imposible). Esta situación se conoce como una trampa de liquidez. Un nivel moderado de la inflación tiende a garantizar que las tasas nominales de interés se mantengan bastante por encima de cero, de modo que, si surge la necesidad, el banco puede reducir la tasa de interés nominal.

#### Crecimiento e inversión productiva
La experiencia concreta de países concretos parece indicar que una inflación alta es compatible con el crecimiento económico rápido. En las décadas de 1960 y 1970, Brasil presentó una tasa media de inflación del 42 %, pero fue una de las economías que más rápidamente crecieron en el mundo, y su renta per cápita aumentó un 4,5 % anual. Durante el mismo período, los ingresos per cápita de Corea del Sur crecían el 7 % anual, pese a una tasa media de casi el 20 %.
Existen varias explicaciones de esto, entre ellas está que con una inflación elevada, la rendibilidad neta de las inversiones financieras, que es igual al interés nominal menos la inflación, decae mucho y en esas circunstancias la inversión no financiera en la economía productiva es más atractiva. Por si fuera poco las políticas antiinflacionistas pueden ser perjudiciales para la economía. Desde 1996, Brasil, tras padecer una hiperflación, empezó a controlar subiendo los tipos de interés efectivos hasta el 10-12 % (cifra entre las mayores del mundo), la inflación cayó al 7,1 % pero también se resintió el crecimiento que no pasó del 1,3 %. También Sudáfrica tuvo una experiencia similar en 1994, cuando empezó a dar prioridad absoluta al control de la inflación y elevó los tipos de interés a los niveles brasileños.

## Métodos de reducción de la inflación
Se han usado y sugerido diferentes métodos para detener la inflación. En casi todo el mundo, se ha impuesto la política de control de la inflación. De hecho la priorización de medidas antiinflacionistas severas produjo efectos adversos en Sudáfrica (1994) y Brasil (1996). Economistas institucionalistas como Ha-Joon Chang han señalado que los partidarios del liberalismo han aprovechado el miedo justificado a la hiperinflación para impulsar políticas antiinflacionistas excesivas  (dados los niveles de inflación en muchos lugares donde se han impulsado). 

### Políticas monetarias
Hoy en día, la herramienta principal para controlar la inflación es la política monetaria.[cita requerida] Los bancos centrales pueden influir significativamente en este sentido fijando una tasa de interés más alta y reduciendo la masa monetaria. Normalmente a un objetivo de tasa de alrededor del 2 % a 3 % anual, y dentro de un rango objetivo de baja inflación, en algún lugar entre el 2 % al 6 % anual.[cita requerida]
Hay una serie de métodos que han sido sugeridos para controlar la inflación. Los bancos centrales como la Reserva Federal de EE. UU. pueden afectar la inflación en gran medida a través de las tasas de interés y ajuste a través de otras operaciones. Las tasas de interés y crecimiento lento de la oferta monetaria son las formas tradicionales a través del cual los bancos centrales combaten o previenen la inflación, a pesar de que tienen diferentes enfoques. Por ejemplo, algunos persiguen un objetivo de inflación simétrico, mientras que otros solo controlan la inflación cuando se eleva por encima de un umbral aceptable.[cita requerida]
Las políticas monetaristas enfatizan una tasa de crecimiento del dinero constante y moderada.[cita requerida]  Los keynesianos hacen hincapié en la reducción de la demanda agregada durante la expansión económica y el aumento de la demanda durante las recesiones para mantener la inflación estable. El control de la demanda agregada se puede lograr combinando la política monetaria y la política fiscal (aumento de los impuestos o reducción del gasto público para reducir la demanda).

### Tipo de cambio fijo
Bajo un régimen de cambio de divisas fijo, el valor de la moneda de un país queda vinculado al valor de otra moneda o una canasta de otras monedas (o, a veces a otra medida de valor, como el oro u otras materias primas). Un tipo de cambio fijo se utiliza generalmente para estabilizar el valor de una moneda, vinculándolo a otra moneda más estable. Puede ser utilizado como un medio para controlar la inflación. Sin embargo, cuando el valor de la moneda de referencia sube o baja, lo mismo ocurre con la moneda vinculada. Esto esencialmente significa que la tasa de inflación en el país, tipo de cambio fijo se determina por la tasa de inflación de la moneda a la que se vincula.
Un tipo de cambio fijo impide que un gobierno utilice la política monetaria nacional a fin de lograr la estabilidad macroeconómica. Adicionalmente, puede exponer a los países al peligro de ataques especulativos.
Con los acuerdos de Bretton Woods, la mayoría de los países usaba tasas fijas al valor del dólar de EE. UU. El acuerdo se rompió en la década de 1970, y los países poco a poco se volcaron a tipos de cambio flotantes. Sin embargo, en la última parte del siglo XX, algunos países que sufrieron procesos hiperinflacionarios volvieron temporalmente a un tipo de cambio fijo para estabilizar sus monedas. Esta política se utilizó en muchos países de América del Sur: por ejemplo, Argentina 1991-2002, Bolivia, Brasil, Chile (1979-1982) y Venezuela (desde 2003 con la entrada en vigor de CADIVI).
Si bien fijar el tipo de cambio podría ser una manera de controlar la inflación (suponiendo que el país tenga muchas reservas de activos internacionales) en el corto plazo, la evidencia empírica muestra que en el largo plazo esta política hace caer el tipo de cambio real, dado que la inflación interna es mayor a la externa, y esto hace perder competitividad a la economía y, en muchos casos, hacer deficitaria la balanza de pagos del país. Lo anterior sucedió, en la década de 1980, en varios países de América Latina, entre ellos Chile, Argentina y Brasil. Estos países tenían una balanza comercial deficitaria (debido a que habían perdido competitividad al haber fijado el tipo de cambio y, con esto, haber hecho caer fuerte su tipo de cambio real) y al disminuir su entrada de créditos externos (por la crisis externa de principios de la década de 1980), no les quedó otra que recurrir al Fondo Monetario Internacional (FMI) para equilibrar su balanza de pagos. El FMI les obligó a cumplir un duro plan de estabilización de sus cuentas, tanto internas como externas, con un gran costo económico y en algunos países, como Chile, el desempleo superó el 20 %.

### Patrón oro
El patrón oro es un sistema monetario en el que los medios de intercambio de bienes y servicios es papel-moneda que puede ser convertida libremente en cantidades de oro preestablecidas (u otras mercancías con valor de mercado como por ejemplo, plata). El patrón especifica de qué forma el respaldo en oro se lleva a cabo, incluyendo la cantidad de especie por cada unidad de papel moneda. La propia moneda no tiene valor intrínseco, sino que es aceptada por los comerciantes, ya que pueden ser redimidos por la cantidad en especie equivalente. Un certificado de plata EE. UU., por ejemplo, podría ser canjeados por una verdadera pieza de plata.
El patrón oro fue abandonado parcialmente a través de la adopción internacional del sistema de Bretton Woods. Bajo este sistema, todas las demás monedas importantes fueron atadas a tasa fija con el dólar, que a su vez estaba atado al oro a razón de 35 dólares por onza. El sistema de Bretton Woods se rompió en 1971 y la mayoría de los países empezaron a utilizar tasas flotantes entre el papel moneda y el respaldado.
Las economías basadas en el patrón oro rara vez experimentan una inflación por encima del 2 % anual. Bajo el patrón oro, la tasa de largo plazo de la inflación (o deflación) queda determinada por la tasa de crecimiento de la oferta de oro en relación con la producción total. Los críticos argumentan que esto puede provocar fluctuaciones arbitrarias en la tasa de inflación, y que la política monetaria quedaría fijada esencialmente por las políticas de minería.
Algunos autores creen que esta política contribuyó a la Gran Depresión, mientras que otras teorías, como la monetarista y la austríaca, disienten. Las hipótesis sobre las causas de la Gran Depresión son motivo de controversia.
El problema principal del Patrón Oro es que en tiempos modernos se necesitaría una cantidad gigantesca de oro para que los Bancos Centrales pudiesen respaldar todo su dinero emitido, con el consiguiente costo de atesorarlo y resguardarlo. Por lo demás, en tiempos modernos se piensa que la demanda de dinero depende de varios factores (entre ellos las expectativas, las tasas de interés, inflación e nivel de ingresos) y estos no tienen relación a la variación en la producción de oro. Por las razones anteriores, el uso del patrón oro se abandonó en la primera mitad del siglo XX.

### Control de precios
Otro método utilizado a lo largo de la historia para intentar frenar la inflación es el control sobre los precios y salarios. Este método fue implantado, por ejemplo, por el gobierno de Nixon al principio de la década de 1970 con resultados negativos.
Algunos economistas coinciden en afirmar que los controles de precios no alcanzan sus objetivos de estabilidad de precios y son contraproducentes pues distorsionan el funcionamiento de una economía, ya que la imposibilidad de aumentar los precios en un período de aumento de los costos de producción provoca escasez de bienes y servicios, y disminuye su calidad, entre otros efectos. Los gobiernos frecuentemente intentan remediar la escasez mediante subsidios a los bienes y servicios que perdieron rentabilidad por el incremento de costos y precios fijos.[cita requerida] Otro inconveniente con los controles de precios es que su cumplimiento por parte de la vasta cantidad de comercios y mercados que hay en un país suele ser difícil de controlar y verificar por las autoridades gubernamentales, con lo cual los precios aumentan de todos modos.
La historia económica de los últimos 50 años, en especial la latinoamericana, en general muestra que los controles de precios han llevado a excesos de demanda o escasez, ya que estos controles de precios no eliminan la causa de la inflación. Los economistas afines a la Escuela austríaca alegan que, precisamente, las experiencias de control de precios a escala masiva en la historia humana (incluyendo a la antigua Roma y la Francia revolucionaria) han generado siempre un resultado negativo para las economías implicadas. 

### Equilibrio entre moneda y precios
La teoría del equilibrio moneda precios[cita requerida] propone que cuando algún producto aumente su precio, todos, incluido el mismo producto, deben absorber ese aumento. Por ejemplo, cuando la inflación de un mes sea del 2 %, todos los productos deben bajar 1,96 %, absorbiendo así ese aumento, logrando que el valor de la moneda sea constante, y no se devalúe. Así, se podrá adquirir menos de los productos que aumentan su precio, pero se compensará al poder adquirir más de los productos que bajan sus precios. Esta teoría propone para ello la creación de un Ente Regulador, en el cual los representantes de los empresarios, sindicalistas, consumidores, y el Estado, acuerden los precios, tomando como base el valor de la moneda, con el objetivo de evitar devaluar. Tiene algo en común con el equilibrio de Nash, de la teoría de Juegos.

## Proceso hiperinflacionario
La hiperinflación provoca una fuerte disminución en el valor de la moneda, es decir, al aumentar los precios de manera rápida, la cantidad de bienes y servicios que el dinero puede adquirir disminuye. Durante la hiperinflación, decimos que el dinero pierde su propiedad de reserva de valor, la gente no usa la moneda para ahorrar, y de unidad de medida, los bienes no se valúan usando la moneda. Una característica de la hiperinflación es que una vez iniciada, se auto-reproduce, pues los consumidores, al saber que el valor de su dinero disminuye rápidamente con el tiempo, tratan de gastarlo lo más pronto posible, haciendo que los precios sigan con su carrera al alza.
Entre los procesos hiperinflacionarios más estudiados en el mundo se encuentran la hiperinflación en la República de Weimar, la hiperinflación boliviana, la hiperinflación en Venezuela y la hiperinflación argentina de 1989.

## Inflación oculta
La inflación oculta o inflación escondida es la no recogida por las estadísticas oficiales. Es diferente de que la inflación suponga un impuesto oculto y de la reduflación (cobrar lo mismo por envases de producto a los que se les ha reducido el tamaño). La inflación se calcula tomando en fechas diferentes los precios de una cesta de productos o servicios, que se supone son los más frecuentemente consumidos por el consumidor medio. Si un producto o servicio habitualmente consumido no se encuentra en esta cesta y su precio varía, la inflación real será diferente a la medida por las estadísticas, luego existirá una inflación oculta. En Estados Unidos, servicios de ese tipo son, por ejemplo, los seguros de hogar o las tarifas de las niñeras. Este fenómeno tiene analogías con el desempleo oculto.